# Alstroemeria espigonensis
Alstroemeria espigonensis är en alströmeriaväxtart som beskrevs av Pierfelice Ravenna. Alstroemeria espigonensis ingår i släktet alströmerior, och familjen alströmeriaväxter. Inga underarter finns listade i Catalogue of Life.